# Sazaník čínský
Sazaník čínský (Calycanthus chinensis), dříve též sazaníkovec čínský (Sinocalycanthus chinensis), je druh rostliny z čeledi sazaníkovité. Je to vzpřímený opadavý keř s jednoduchými vstřícnými listy a bělavými květy. Pochází z Číny a v České republice je zřídka pěstován jako okrasný keř.

## Popis
Sazaník čínský je opadavý vzpřímený keř dorůstající výšky 1 až 3 metry. Větévky jsou lysé nebo jen za mlada chlupaté. Kůra je šedá až šedohnědá, s vypouklými lenticelami. Pupeny jsou kryté bázemi řapíků. Listy jsou jednoduché, vstřícné, řapíkaté, oboustranně lesklé, 11 až 26 cm dlouhé a 8 až 16 cm široké. Čepel je eliptická, vejčitá nebo obvejčitá, na bázi široce klínovitá a poněkud asymetrická, celokrajná nebo na okraji nepravidelně zubatá, na vrcholu špičatá. Listy jsou na líci drsné a lysé, na rubu chloupkaté a olysávající. Řapík je 1 až 18 mm dlouhý. Na podzim se listy barví do žluta. Květy jsou jednotlivé, vrcholové, 4,5 až 7 cm široké. Okvětí je složeno z 10 až 14 vnějších a 7 až 16 vnitřních plátků. Vnější plátky okvětí jsou bílé, u okraje narůžovělé, obvejčité až lžicovité, 1,4 až 3,6 cm dlouhé. Vnitřní plátky jsou bledě žluté, eliptické, 11 až 17 mm dlouhé. Tyčinek je 16 až 19. Mimo plodných tyčinek jsou přítomny sterilní patyčinky v počtu 11 až 12. Gyneceum je složeno z 11 nebo 12 volných plodolistů. Kvete v červnu. Plodem je nepravý plod (pseudokarp) vzniklý zdužnatěním češule a obsahující podlouhlé nažky.

## Rozšíření
Sazaník čínský se vyskytuje pouze v severní části provincie Če-ťiang v jihovýchodní Číně. Roste v lesním podrostu v blízkosti vodních toků v nadmořských výškách od 600 do 1000 metrů.

## Taxonomie
Druh byl popsán jako Calycanthus chinensis v roce 1963, popis však nebyl platně uveřejněný. O rok později byl popsán v samostatném rodu jako Sinocalycanthus chinensis a pod tímto názvem je často uváděn v literatuře. Český ekvivalent tohoto názvu je sazaníkovec čínský. Platný název Calycanthus chinensis byl uveřejněn v roce 2010. Podle výsledků fylogenetické analýzy tvoří C. chinensis bazální sesterskou vývojovou větev oběma severoamerickým druhům rodu.

## Význam
Sazaník čínský je zřídka pěstován jako okrasný keř. Je uváděn ze sbírek Dendrologické zahrady v Průhonicích, Pražské botanické zahrady v Tróji a Arboreta Žampach. Pěstuje se také jeho kříženec se sazaníkem květnatým (Calycanthus floridus), známý jako sazaník Raulstonův (Calycanthus x raulstonii, syn. ×Sinocalycalycanthus raulstonii).